# Джак Никълсън
Джон Джоузеф „Джак“ Никълсън (на английски: Jack Nicholson) е популярен американски актьор, режисьор, продуцент и писател, смятан за един от най-добрите в професията си. През цялата си кариера Джак Никълсън влиза в уникални и предизвикателни роли, много от които включват тъмни образи на невротик и/или психопат. Дванадесетте номинации за „Оскар“ го правят най-номинирания актьор на всички времена.
Никълсън два пъти печели „Оскар“ за най-добра мъжка роля, за „Полет над кукувиче гнездо“ и за „Колкото толкова“. Същевременно печели „Оскар“ за най-добра поддържаща мъжка роля през 1983 г. за филма „Думи на обич“. Никълсън е добре познат с превъплъщения в ролята на „лошия“ – като Франк Костело в „От другата страна“, Джак Торънс в „Сиянието“ и Жокера в „Батман“ през 1989 г.
Никълсън е един от само двама актьори, който е номиниран за „Оскар“ през всяко десетилетие от 1960 до 2000 г., другият е Майкъл Кейн. Той спечели шест награди Златен глобус и получава отличието Kennedy Center Honor през 2001 г. През 1994 г. той се превръща в един от най-младите участници, на които е присъдена наградата на Американския филмов институт.

## Ранни години
Никълсън е роден в Ню Джърси. Син е на вариететната танцьорка Джун Франсис Никълсън (сценично име Джун Нилсон). Джун се омъжва за шоумена Доналд Фурсило (сценично име Доналд Роус) шест месеца по-рано в Мериленд, на 16 октомври 1936 г., въпреки че Фурсило вече е женен. Той предлага да се грижи за детето, но майката на Джун – Етел настоява тя да се грижи за бебето, за да може Джун да продължи кариерата си. Доналд Фурсило твърди, че е баща на Никълсън, но когато се жени за Джун, той е обвинен в многоженство. Биографът Патрик МакГилигън твърди в книгата „Животът на Джак“ (Jack's Life, че латвиецът Еди Кинг, мениджърът на Джун, може да е биологичният баща на Никълсън. Други източници предполагат, че Джун не е сигурна кой е бащата. Майката на Никълсън е от ирландски, английски и холандски произход, въпреки че той и семейството му се самоопределят като ирландци.
Никълсън вярва, че неговите баба и дядо по майчина линия (Джон Джоузеф Никълсън и Етел Мей) са негови родители. През 1974 г. той открива, че неговите „родители“ всъщност не са баба му и дядо му, а сестра му в действителност е неговата майка, след статия в списание „Тайм“. По това време и майка му и баба му вече са починали (през 1963 и 1970 г., съответно). Никълсън заявява, че не знае кой е неговият биологичен баща, защото „Само Етел и Джун знаеха и никога не казаха на никого.“
Никълсън израства в Нептун Сити, Ню Джърси. Преди започване на гимназия, семейството му се премества в апартамент в Спринг Лейк, Ню Джърси. „Ник“, както е известен на своите приятели от училище, учи в Manasquan High School, където е избран за „клоун на класа“ от випуск 1954. Той е в ареста всеки ден в продължение на цялата учебна година. През 2004 г. Никълсън присъства на 50-годишна среща в училището, придружен от леля си Лорейн.

## Кариера

### Първи стъпки
Когато Никълсън за пръв път стъпва в Холивуд, той работи за легендите в анимацията Уилям Хана и Джоузеф Барбера. Виждайки таланта му като артист, те предлагат на Никълсън да работи като аниматор. Позовавайки се на желанието си да стане актьор, той отказва.
Той прави филмовия си дебют в нискобюджетния сериал The Cry Baby Killer, през 1958 г., изпълнявайки главната роля. За следващото десетилетие, Никълсън често си сътрудничи с продуцента на филма, Роджър Корман. Корман режисира Никълсън няколко пъти, най-вече The Little Shop of Horrors, а също и в „Гарванът“, The Terror, и The St. Valentine's Day Massacre. Работи често с режисьора Монте Хелман, както и в нискобюджетни уестърни, по-специално в Ride in the Whirlwind и The Shooting.

### Възход
През 1967 г., Никълсън пише сценария за филма The Trip (режисиран от Корман), в който участват Питър Фонда и Денис Хопър. Никълсън е съавтор, с Боб Рафелсън, на филма Head и отговаря за саундтрака на филма. Въпреки това, едва след като получава роля във „Волният ездач“ (Easy Rider), той прави първия си голям пробив в киното. Никълсън играе алкохолизирания адвокат Джордж Хансън, за което получава първата си номинация за „Оскар“ за най-добра поддържаща мъжка роля.
Номинацията за най-добра мъжка роля идва на следващата година за участието му в „Пет леки пиеси“ (Five Easy Pieces, 1970). През същата година той се появява във филмовата адаптация на On A Clear Day You Can See Forever. Първоначално Никълсън трябва да играе ролята на отец Деймиън Карас в „Заклинателят“, но ролята е дадена на Джейсън Милър.
Други роли на Никълсън са в „Последният детайл“ (The Last Detail, 1973), за която е удостоен с награда за най-добър актьор на филмовия фестивал в Кан, както и трилъра на Роман Полански, „Китайски квартал“ (1974). Никълсън е номиниран за наградата на Академията за най-добър актьор за двата филма и печели наградата Златен глобус за най-добър актьор в драматичен филм за „Китайски квартал“.
Никълсън печели първата си награда „Оскар“ за най-добра мъжка роля за ролята на Рандъл Макмърфи във филмовата адаптация на романа на Кен Киси „Полет над кукувиче гнездо“, режисирана от Милош Форман през 1975 г. След това той започва да взема по-необичайни роли. Взема една малка роля в The Last Tycoon, с участието на Робърт Де Ниро. Участва в уестърна „По Мисури“ (The Missouri Breaks), където работи с Марлон Брандо.
Въпреки че не получава „Оскар“ за ролята на Стенли Кубрик в „Сиянието“ на Стивън Кинг (1980), това остава една от най-значимите му роли. Вторият му „Оскар“, „Оскар“ за най-добра поддържаща мъжка роля, е за ролята на пенсионирания астронавт Гарет Бридлъв в „Думи на обич“ (Terms of Endearment, 1983), режисиран от Джеймс Брукс. Никълсън продължава да работи през 80-те г., участва в „Пощальонът звъни винаги два пъти“ (1981), „Червените“ (1981), „Честта на фамилията Прици“ (1985), „Вещиците от Истуик“ (1987), „Новинарски блок“ (1987), и Ironweed (1987). Следват и три номинации за „Оскар“ за „Червените“, „Честта на фамилията Прици“ и Ironweed.
Филмът Батман от 1989 г., в който Никълсън играе психопат убиец и престъпник (Жокера), е международен хит и донася на Никълсън 60 милиона щатски долара. За ролята си в „Доблестни мъже“ получава още една номинация за „Оскар“ за най-добра поддържаща мъжка роля.
През 1996 г. Никълсън сътрудничи още веднъж с режисьора Тим Бъртън в „Марсиански атаки“, където играе две противоположни роли, президент и строителен предприемач. Не всички изпълнения на Никълсън се приемат добре. Той е номиниран за наградите Златна малинка като най-лош актьор за Man Trouble (1992) и „Хофа“ (1992). Въпреки това, участието на Никълсън в „Хофа“ му донася номинация за „Златен глобус“.
Никълсън, печели следващия си „Оскар“ за най-добра мъжка роля за ролята си на Мелвин Юдал, в „Колкото толкова“ (1997), отново режисиран от Брукс. През 2001 г. Никълсън е първият актьор, който получава наградата „Станиславски“ (Stanislavsky Award) на международния филмов фестивал в Москва.

### 2002 – днес
В „Относно Шмид“ (2002), Никълсън играе пенсионер, който поставя под съмнение собствения си живот след смъртта на съпругата му. Сдържаното му представяне му печели номинация за „Оскар“ за най-добра мъжка роля и награда Златен глобус за най-добър актьор в драматичен филм. В „Психаротерапия“ (2003), той играе агресивен терапевт, заедно с Адам Сандлър. През 2003 г. Никълсън участва в „Невъзможно твой“. В края на 2006 г., Никълсън отбеляза завръщането си към тъмната страна като Франк Костело, садистичен мафиотски бос, партнирайки си с Мат Деймън и Леонардо ди Каприо в наградения с „Оскар“ филм на Мартин Скорсезе, „От другата страна“.
През ноември 2006 г., Никълсън започва снимките на следващия си проект, „Ритни камбаната с финес“, роля, за която той обръсна главата си. Във филма участват Никълсън и Морган Фрийман като умиращи мъже, които изпълняват списък от цели преди да умрат. Последната му филмова роля е „Как да разбера?“.

## Филмография
| година | филм                             | оригинално заглавие                | роля                    | режисьор               | бележки |
| ------ | -------------------------------- | ---------------------------------- | ----------------------- | ---------------------- | --- |
| 1958   |                                  | The Cry Baby Killer                | Джими Уолъс             |                        | |
| 1960   |                                  | Too Soon to Love                   | Бъди                    |                        | |
| 1960   |                                  | The Wild Ride                      | Джони Варън             |                        | |
| 1960   |                                  | The Little Shop of Horrors         | Уилбър Форс             |                        | |
| 1960   |                                  | Studs Lonigan                      | Уери Райли              |                        | |
| 1962   |                                  | The Broken Land                    | Уил Брошъс              |                        | |
| 1963   |                                  | The Terror                         | Андре Дювалие           |                        | |
| 1963   | Гарванът                         | The Raven                          | Рексфорд Бедло          | Роджър Корман          | |
| 1964   |                                  | Flight to Fury                     | Джей Уикхам             |                        | също сценарист |
| 1964   |                                  | Ensign Pulver                      | Долан                   |                        | |
| 1965   |                                  | Ride in the Whirlwind              | Уес                     |                        | също продуцент |
| 1966   |                                  | The Shooting                       | Били Спиър              |                        | също продуцент |
| 1967   |                                  | The St. Valentine's Day Massacre   | Джино                   |                        | |
| 1967   |                                  | The Trip                           |                         |                        | сценарист |
| 1968   |                                  | Psych-Out                          | Стоуни                  |                        | |
| 1968   |                                  | Head                               | себе си                 |                        | също сценарист и продуцент |
| 1969   | Волният ездач                    | Easy Rider                         | Джордж Хансън           | Денис Хопър            | - номинация – „Оскар“ за най-добра поддържаща мъжка роля. - номинация – Награда на БАФТА за най-добър актьор в поддържаща роля. - номинация – Златен глобус за най-добър поддържащ актьор.                                           |
| 1970   |                                  | On A Clear Day You Can See Forever | Тад Прингъл             |                        | |
| 1970   |                                  | The Rebel Rousers                  | Бъни                    |                        | |
| 1970   | Пет леки пиеси                   | Five Easy Pieces                   | Робърт Дюпи             | Боб Рафелсън           | - номинация – „Оскар“ за най-добра мъжка роля. - номинация – Златен глобус за най-добър актьор в драматичен филм. |
| 1971   | Плътското познание               | Carnal Knowledge                   | Джонатан Фуерст         | Майк Никълс            | - номинация – Златен глобус за най-добър актьор в драматичен филм. |
| 1971   |                                  | A Safe Place                       | Мич                     |                        | |
| 1971   |                                  | Drive, He Said                     |                         |                        | сценарист, режисьор и продуцент |
| 1972   | Кралят на Марвин Гардънс         | The King of Marvin Gardens         | Дейвид Стаблър          | Боб Рафелсън           | |
| 1973   | Последният наряд                 | The Last Detail                    | Били Будуски            | Хал Ашби               | - Награда на БАФТА за най-добър актьор в главна роля (също за „Китайски квартал“). - номинация – „Оскар“ за най-добра мъжка роля. - номинация – Златен глобус за най-добър актьор в драматичен филм.                                 |
| 1974   | Китайски квартал                 | Chinatown                          | Джейк Гитис             | Роман Полански         | - Награда на БАФТА за най-добър актьор в главна роля (също за „Последният детайл“). - Златен глобус за най-добър актьор в драматичен филм. - номинация – „Оскар“ за най-добра мъжка роля.                                            |
| 1975   |                                  | The Fortune                        | „Оскар“ Съливан         |                        | |
| 1975   | Полет над кукувиче гнездо        | One Flew Over the Cuckoo's Nest    | Рандъл Макмърфи         | Милош Форман           | - „Оскар“ за най-добра мъжка роля. - Награда на БАФТА за най-добър актьор в главна роля (също за „Последният детайл“). - Златен глобус за най-добър актьор в драматичен филм.                                                        |
| 1975   | Професия: Репортер               | Professione: Reporter              | Дейвид Лок              | Микеланджело Антониони | |
| 1975   | Томи                             | Tommy                              | Специалистът            |                        | |
| 1976   | По Мисури                        | The Missouri Breaks                | Том Логан               |                        | |
| 1976   | Последният магнат                | The Last Tycoon                    | Бримър                  | Елия Казан             | |
| 1978   | Пътуване на юг                   | Goin' South                        | Хенри Лойд Муун         | Джак Никълсън          | също режисьор |
| 1980   | Сиянието                         | The Shining                        | Джак Торънс             | Стенли Кубрик          | |
| 1981   | Пощальонът звъни винаги два пъти | The Postman Always Rings Twice     | Франк Чеймбърс          | Боб Рафелсън           | |
| 1981   | Рагтайм                          | Ragtime                            |                         | Милош Форман           | |
| 1981   | Червените                        | Reds                               | Юджийн О'Нийл           | Уорън Бейти            | - Награда на БАФТА за най-добър актьор в поддържаща роля. - номинация – „Оскар“ за най-добра поддържаща мъжка роля. - номинация – Златен глобус за най-добър поддържащ актьор.                                                       |
| 1982   |                                  | The Border                         | Чарли Смит              |                        | |
| 1983   | Думи на обич                     | Terms of Endearment                | Гарет Бридлъв           | Джеймс Брукс           | - „Оскар“ за най-добра поддържаща мъжка роля. - Златен глобус за най-добър поддържащ актьор. |
| 1985   | Честта на фамилията Прици        | Prizzi's Honor                     | Чарли Партана           | Джон Хюстън            | - Златен глобус за най-добър актьор в мюзикъл или комедия. - номинация – „Оскар“ за най-добра мъжка роля. |
| 1986   | Изпепелени сърца                 | Heartburn                          | Марк Форман             | Майк Никълс            | |
| 1987   | Вещиците от Истуик               | The Witches of Eastwick            | Дарил Ван Хорн          | Джордж Милър           | |
| 1987   | Новинарски блок                  | Broadcast News                     | Бил Рорих               | Джеймс Брукс           | |
| 1987   |                                  | Ironweed                           | Франсис Фелан           |                        | - номинация – „Оскар“ за най-добра мъжка роля. - номинация – Златен глобус за най-добър актьор в драматичен филм. |
| 1989   | Батман                           | Batman                             | Жокера                  | Тим Бъртън             | - номинация – Награда на БАФТА за най-добър актьор в поддържаща роля. - номинация – Златен глобус за най-добър актьор в мюзикъл или комедия.                                                                                         |
| 1990   | Двамата Джейк                    | The Two Jakes                      | Джейк Гитис             |                        | също режисьор и продуцент |
| 1992   |                                  | Man Trouble                        | Юджийн Ърл Екслайн      |                        | - номинация – Златна малинка за най-лош актьор. |
| 1992   | Доблестни мъже                   | A Few Good Men                     | полковник Нейтън Джесеп | Роб Райнър             | - номинация – „Оскар“ за най-добра поддържаща мъжка роля. - номинация – Златен глобус за най-добър поддържащ актьор. |
| 1992   | Хофа                             | Hoffa                              | Джими Хофа              | Дани да Вито           | - номинация – Златен глобус за най-добър актьор в драматичен филм. - номинация – Златна малинка за най-лош актьор. |
| 1994   | Вълк                             | Wolf                               | Уил Рандал              | Майк Никълс            | |
| 1995   | На кръстопът                     | The Crossing Guard                 | Фреди Гейл              |                        | |
| 1996   | Кръв и вино                      | Blood and Wine                     | Алекс Гейтс             |                        | |
| 1996   |                                  | The Evening Star                   | Гарет Бридлъв           |                        | |
| 1996   | Марсиански атаки                 | Mars Attacks!                      | президент Джеймс Дейл   | Тим Бъртън             | - номинация – Сателит за най-добър актьор в мюзикъл или комедия. |
| 1997   | Колкото толкова                  | As Good as It Gets                 | Мелвин Юдал             | Джеймс Брукс           | - „Оскар“ за най-добра мъжка роля. - Златен глобус за най-добър актьор в мюзикъл или комедия. - Сателит за най-добър актьор в мюзикъл или комедия.                                                                                   |
| 2001   | Клетвата                         | The Pledge                         | Джери Блек              |                        | |
| 2002   | Относно Шмид                     | About Schmidt                      | Уорън Шмид              | Александър Пейн        | - Златен глобус за най-добър актьор в драматичен филм. - номинация – „Оскар“ за най-добра мъжка роля. - номинация – Награда на БАФТА за най-добър актьор в главна роля. - номинация – Сателит за най-добър актьор в драматичен филм. |
| 2003   | Психаротерапия                   | Anger Management                   | доктор Бъди Райдел      | Питър Сегал            | |
| 2003   | Невъзможно твой                  | Something's Gotta Give             | Хари Санборн            | Нанси Мейерс           | - номинация – Златен глобус за най-добър актьор в мюзикъл или комедия. |
| 2006   | От другата страна                | The Departed                       | Франсис Костело         | Мартин Скорсезе        | - номинация – Награда на БАФТА за най-добър актьор в поддържаща роля. - номинация – Златен глобус за най-добър поддържащ актьор. - номинация – Сателит за най-добър актьор в поддържаща роля.                                        |
| 2007   | Ритни камбаната с финес          | The Bucket List                    | Едуард Коул             |                        | |
| 2010   | Как да разбера                   | How Do You Know                    | Чарлз Мадисън           | Джеймс Брукс           | |